# Crapaud (Ilha do Príncipe Eduardo)
Crapaud é um município rural canadense localizado no Condado de Queens, na Ilha do Príncipe Eduardo. A população no censo de 2016 era de apenas 319 pessoas.